# Constructor (videojuego)
Constructor es un juego de 1997, originalmente desarrollado para el sistema DOS, y más tarde trasladado a PlayStation y Windows DirectX 3. Está fabricado por System 3 y distribuido por Acclaim.
Constructor es un juego de estrategia sumamente original que combina de forma única complejas tácticas, acción, humor, gráficos en 3D y tretas sucias. Entre uno y cuatro jugadores se enfrentan al ordenador o compiten entre ellos con el fin de hacerse millonarios.
Convertido en un magnate inmobiliario cuentas con el apoyo de los bancos y negocias con la mafia. Tu objetivo final consiste en controlar la ciudad por lo que construirás fábricas, servicios públicos, viviendas y hasta controlarás el tipo de inquilinos de tus posesiones. Tu lema es poblar sin parar tu territorio.
Al igual que la rivalidad por el terreno disponible es cada vez mayor, tus inquilinos estarán cada vez más frustrados, causando una tensión cada vez más alta en ti y tus adveersarios. La construcción de la ciudad perfecta depende de ti, pero cuidadito con el resultado final que podrá convertir tus sueños en serrín o hacer que te vuelvas completamente loco.
Su secuela, Constructor: Street Wars (conocido como Mob Rule en los Estados Unidos).
Se puede decir que la base del juego es la misma que la de Constructor en cuanto a gráficos y jugabilidad con la diferencia que Street wars gira en torno al mundo de la mafia.
El jugador se mete en el papel de un mafioso. Empieza con un cuartel general y tiene que armar un vecindario, comprando terrenos, construyendo casas, acondicionarlas para que la gente pueda vivir ahí, rentarlas, dar sobornos, eliminar familias rivales y reclutar gente para nuestra familia.